# Speak white
L'expression anglaise speak white (qui se traduit littéralement en français : « Parlez blanc ») est un phrasème impératif utilisé pour sommer une personne à parler anglais. Cette expression aux connotations raciales a principalement été utilisée durant le 20e siècle contre des francophones du Canada. Utilisée dans la littérature nationaliste québécoise, l'expression a notamment servi de titre à un célèbre poème écrit par Michèle Lalonde en 1968.

## Usage historique de l'expression
Selon une histoire répandue, le premier usage connu de l'expression speak white remonterait au 12 octobre 1889. Au cours de débats à la Chambre des communes du Canada, des députés anglophones auraient crié « Speak White! » au député francophone Henri Bourassa. Toutefois, selon le journaliste anglophone canadien William Johnson, cette explication tient du mythe. Le linguiste francophone québécois Gabriel Martin abonde dans le même sens. Selon ce dernier, l'expression speak white est attestée au Canada à partir des années 1920 et son usage s'intensifie sous l'effet de la crise de la conscription de 1942 :
Durant la Seconde Guerre mondiale, les débats autour de l'enrôlement obligatoire accentuent la division entre les deux grandes communautés linguistiques du pays. Alors que les anglophones sont majoritairement favorables à la conscription, les francophones affichent l'opinion inverse. Dans ce contexte, l'expression speak white se fait de plus en plus entendre dans les milieux militaires contre ceux que l'on qualifie avec dédain de zombies ou de frogs. En 1942, le ministre québécois René Chaloult dénonce à répétition l'affichage, en certains lieux, de l'inscription Speak White par la marine canadienne.
Selon le linguiste, les témoignages de francophones canadiens s'étant fait dire speak white s'échelonnent jusqu'aux années 1980 et l'expression est marginale au 21e siècle.
Le 7 mars 2007, le journaliste Larry Zolf publie un article en anglais intitulé « Speak White » sur le site de CBC News, dans lequel il dit que, dans son enfance à Winnipeg, des anglophones aurait souvent lancé « Speak white! » à sa mère lorsqu’elle conversait avec lui en yiddish. Dans ce même article, Zolf critique également le candidat du Parti libéral de l'époque, le francophone Stéphane Dion, et lui adresse ce même « speak white ».

## Usage artistique et politique despeak white
Des années 1950 aux années 1970, les intellectuels nationalistes avaient une certaine tendance à puiser dans le champ lexical de la négritude pour décrire les oppressions subies par les francophones du Québec. L'essai Nègres blancs d'Amérique de Pierre Vallières compare ainsi célèbrement la discrimination linguistique et socioéconomique dont sont victimes les Québécois francophones au racisme que subissent les personnes noires américaines et à la colonisation à laquelle sont assujettis les peuples colonisés des empires coloniaux . À l'époque, le nationalisme québécois se réclame d'un anti-impérialisme global, dont la négritude n'est qu'un des multiples visages et dénonce universellement l'oppression de tout peuple par un autre par le biais de sa langue et de sa culture.
L'expression speak white se diffuse dans la littérature québécoise de l'époque dans ce contexte. À titre d'exemple, elle est présente chez Yves Thériault en 1954, pour dénoncer la prédominance de l'anglais sur le yiddish, et chez Gaston Miron en 1965, pour dénoncer le mépris des anglophones sur les francophones.

### Speak Whitede Michèle Lalonde
L'expression speak white a inspiré la poétesse québécoise Michèle Lalonde à écrire le poème engagé du même nom en octobre 1968. Le texte a été publié pour la première fois en décembre 1968 dans la revue Socialisme, puis a été lu publiquement lors de la Nuit de la poésie du 27 mars 1970 à Montréal, ce qui a largement contribué à sa notoriété. Composé sous la forme d’un monologue collectif, le poème dénonce les rapports de domination linguistique, culturelle et économique entre anglophones et francophones au Québec. L’expression speak white, utilisée comme titre et répétée dans le texte, y symbolise la marginalisation linguistique des francophones. Le poème a été publié sous forme de poème-affiche en 1974 aux Éditions de l’Hexagone et a fait l’objet de traductions, d’adaptations filmiques et d’enregistrements sonores. Il a également suscité des réinterprétations, dont Speak What de Marco Micone en 1989, qui a donné lieu à une controverse. Speak White est fréquemment cité comme une œuvre représentative des revendications identitaires et linguistiques québécoises.

### Regards contemporains
Au 21e siècle, la légitimité de l'usage artistique et politique de speak white est controversé.
L'anthropologue Emilie Nicolas, qui s'est intéressée particulièrement au poème de Lalonde, estime qu'utiliser le « champ lexical de la négritude pour parler des francophones au Canada » relève de « fausses équivalences » qui banalisent l'esclavage et le racisme. Pour le journaliste Pierre Dubuc, la position de Nicolas est « stupéfiante » et « totalement ahistorique » considérant qu'« [a]u début des années 1960, les conditions [socioéconomiques] des ouvriers québécois s'apparentaient à celles des Noirs américains ». Le linguiste Gabriel Martin souligne pour sa part que Michèle Lalonde cherchait à « mettre en évidence l'alliage de mépris linguistique et de racisme sous-tendu par l'expression [speak white] ».
Pour le sociologue et journaliste anglophone William Johnson, l'usage artistique de speak white doit être dénoncé comme pathologique et reflète un « complexe de persécution ». Le linguiste francophone Gabriel Martin voit plutôt dans cet usage un écho « saisissant des frictions identitaires qui ont traversé l'histoire du Canada ».